# Berghem
Pour les articles homonymes, voir Berghem (homonymie).
Berghem est un village néerlandais au nord-est du Brabant-Septentrional, situé immédiatement à l'est d'Oss. Commune indépendante jusqu'à la fin 1993, il a été rattaché à Oss le 1er janvier 1994. Le 1er janvier 2011, Berghem a une population de 8 804 habitants.

## Géographie

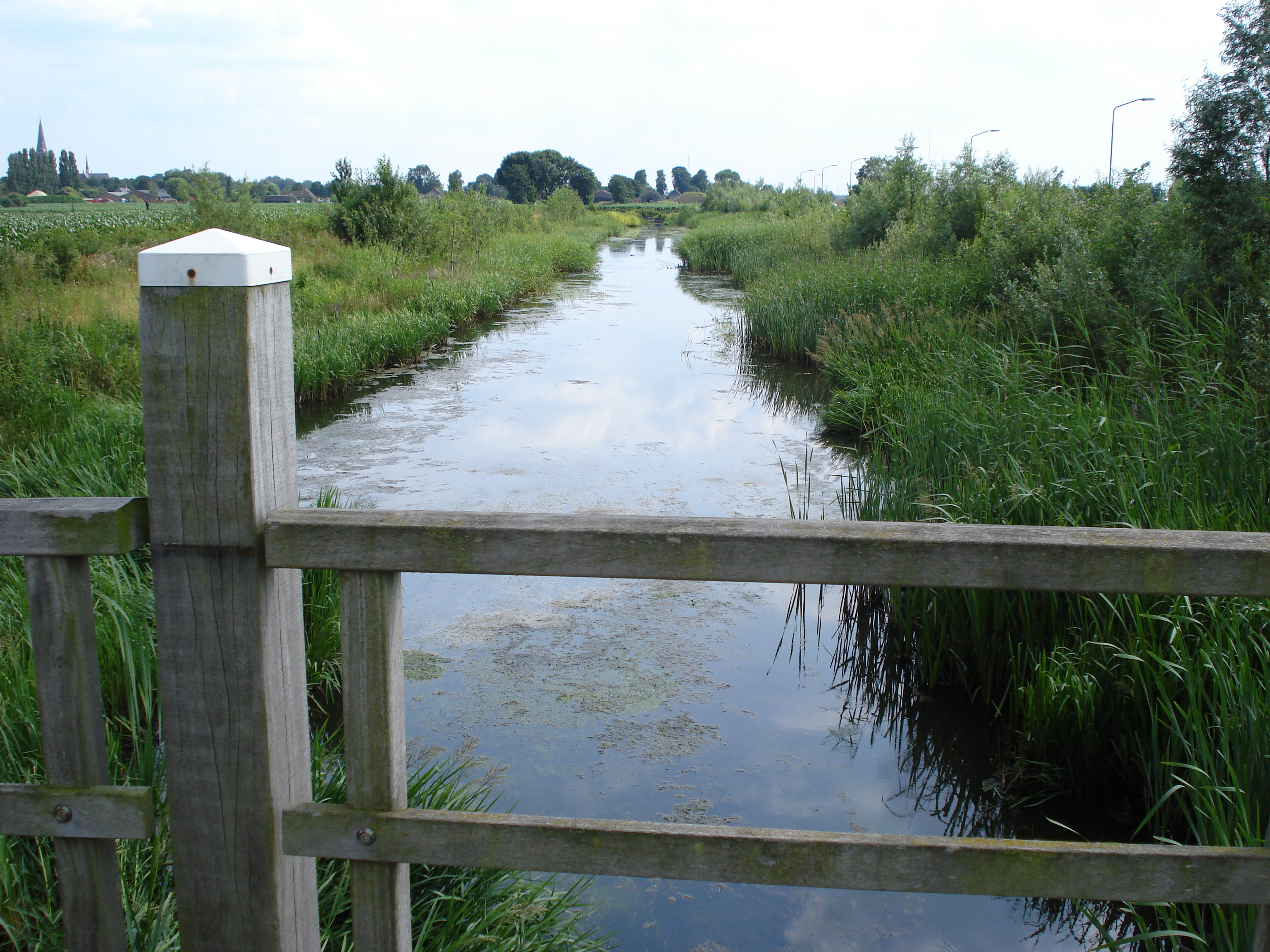
Canal de drainage près de Berghem.

Berghem est à cheval entre le terrain sablonneux des landes et forêts du Peel au sud et la zone argileuse, fréquemment inondée par la Meuse au nord. Le site de Berghem, à peine quelques mètres plus haut que ses environs, ne se manifeste comme berg, mont, que pendant les inondations qui se sont arrêtées depuis la canalisation de la Meuse et la fermeture, en 1942, du Déversoir de Beers.
Les landes et les forêts de Berghem du côté du Peel ont récemment été incluses dans une zone naturelle Maashorst (horst de la Meuse) qui s'étire sur les communes de Oss, Landerd, Uden et Bernheze comme un plateau sablonneux bas entre +10 et +27 m NAP.

## Les origines
Sur le territoire de Berghem, on a trouvé des traces d'habitation du 1200-500 av. J.-C. Berghem dépendait d'Oss. Il y a des preuves du passage de saint Willibrord vers 700 à Berghem. Le village est mentionné dès le XIe siècle. En 1286, le duc Jean Ier de Brabant donne des marais en fermage aux habitants de Berghem, Duuren et Oss. Saint Willibrord étant le patron d'Oss, la première chapelle de Berghem est dédiée à ce saint. Un deuxième chapelle, dédiée à sainte Anne, est érigée en 1520 au hameau de Koolwijk, situé du côté de Herpen.

## Une église fortifiée

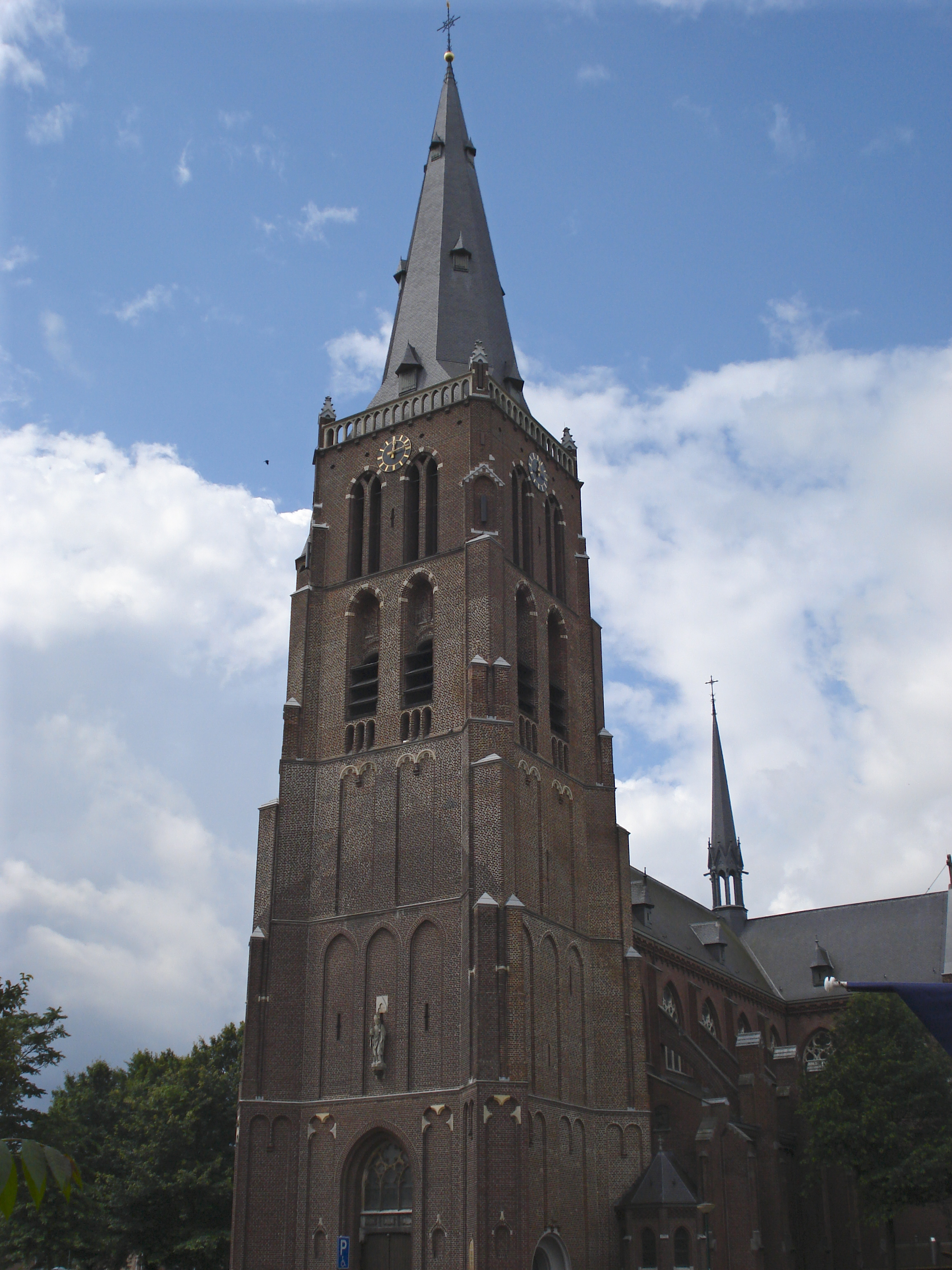
Berghem, la tour de l'église.

En 1399-1400, après qu'Oss a reçu une charte communale, on construit sur le territoire de Berghem une tour fortifiée de refuge. Plus tard on ajoute à cette tour une nef pour ainsi créer une église fortifiée. La tour brûle en 1572 pendant la guerre de Quatre-Vingts Ans (1568-1648 ; elle est reconstruite en 1592. Après la paix de Munster le culte catholique est interdit, l'église devient temple protestant et les villageois installent une grange-église clandestine. En 1677, Berghem devient paroisse indépendante sous le vocable de Saint-Willibrord ce qui équivaut au statut de commune. Les protestants, qui érigent en 1721 une flèche sur la tour, construisent un nouveau temple à Oss pour redonner en 1800 l'église fortifiée au culte catholique ; on démolit alors en 1802 la grange-église. En 1848, on construit une nouvelle nef contre la tour ; en 1895 cette nef brûle après un coup de foudre. La nef actuelle est construite et agrandie vers 1900.

## AuXXIesiècle

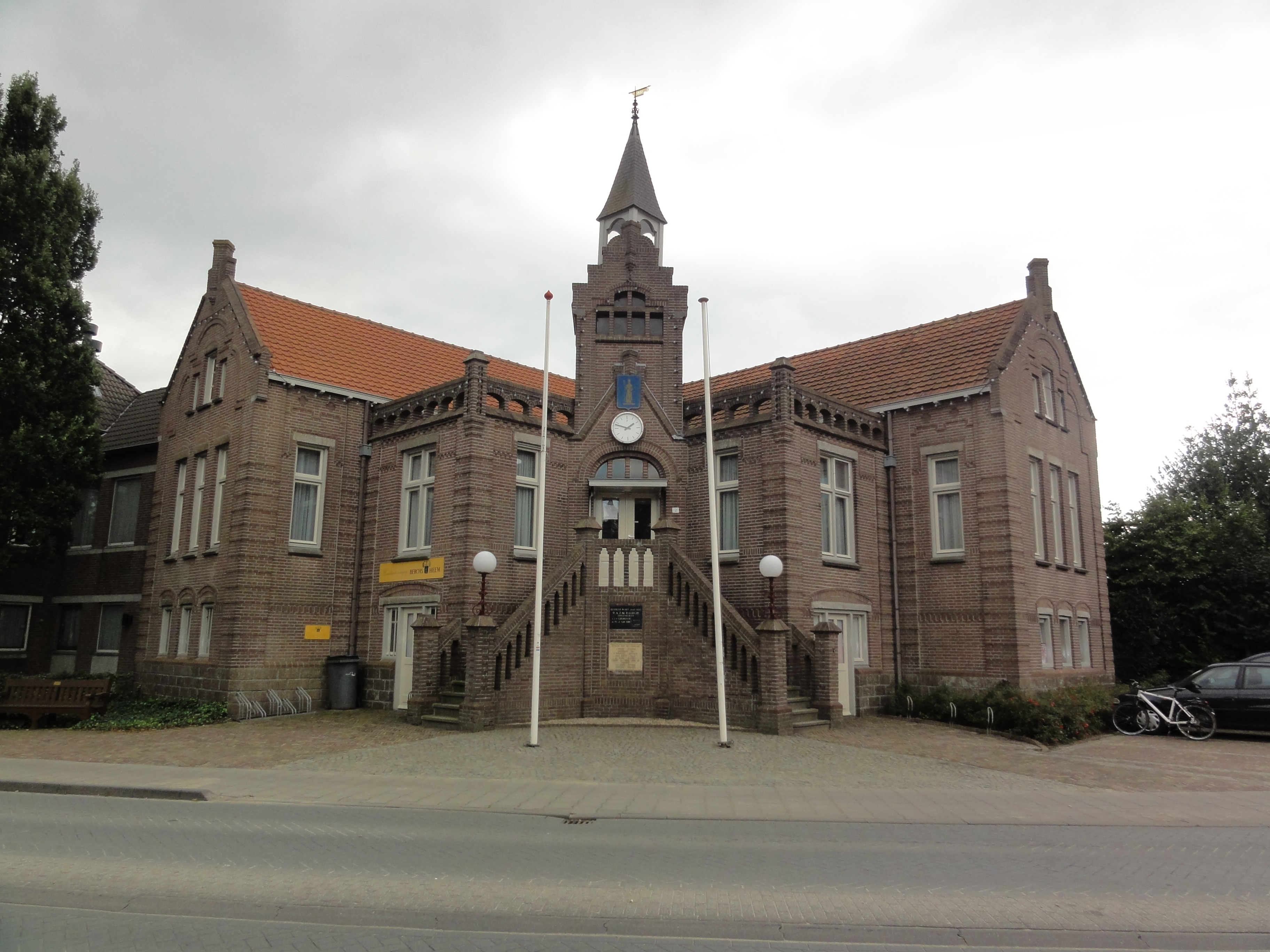
L'ancienne mairie, monument historique.

C'est à Berghem que le marchand de beurre Jurgens avait sa première petite usine de margarine (voir : Oss). Le 1er janvier 1994, la commune de Berghem est rattaché à la commune d'Oss. Berghem, d'origine village agricole, subit volontiers l'industrialisation venant de cette ville. Berghem possède un théâtre populaire en plein air de Hoessenbosch où les villageois sont les acteurs. Les dernières décennies, la fête du Carnaval a gagné en importance par son cortège de nuit avec des chars illuminés.

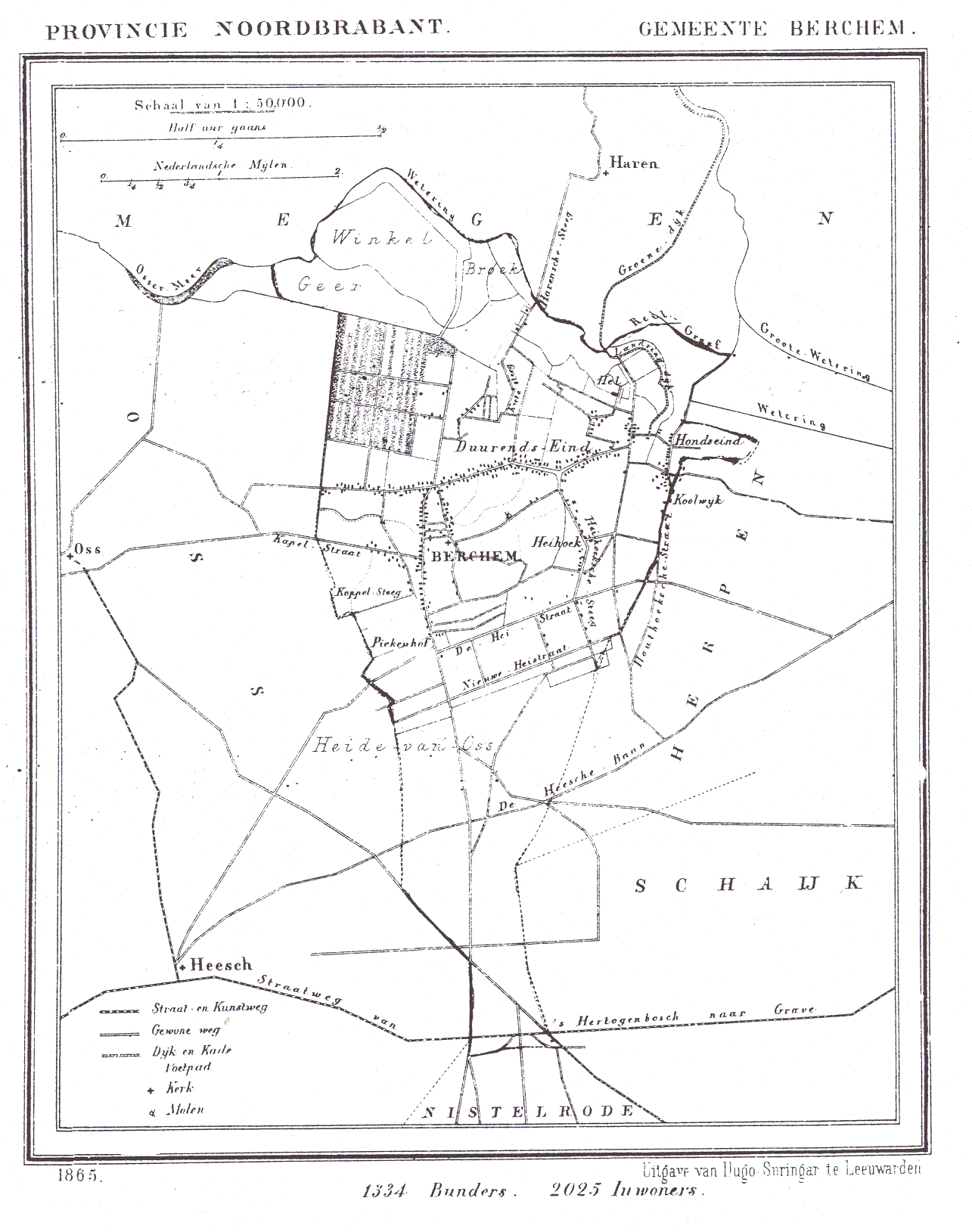
La commune de Berghem en 1865.